# زرگر ارس
زرگر ارس (به ترکی آذربایجانی: Araz Zərgar) یک منطقهٔ مسکونی در جمهوری آذربایجان است که در شهرستان فضولی واقع شده‌است. زرگر ارس ۳٬۲۶۱ نفر جمعیت دارد.